# Angélica Gorodischerová
Angélica Gorodischerová (28. července 1928, Buenos Aires – 5. února 2022, Rosario) byla argentinská spisovatelka známá především díky povídkové tvorbě, která spadá zejména do žánrů science fiction, fantasy a detektivka.
Její povídky ve sbírkách často spojuje určité téma nebo postava.